# Giovanni Arcangeli
Giovanni Arcangeli, född den 18 juli 1840 i Florens, död den 16 juli 1921 i Pisa, var en italiensk botaniker. 
År 1880 blev han professor i Turin. Från 1882 var han föreståndare för botaniska trädgården i Pisa. Växtsläktet Arcangelisia inom familjen Menispermaceae är uppkallat efter honom.
Auktorsnamnet Arcang. kan användas för Giovanni Arcangeli i samband med ett vetenskapligt namn inom botaniken; se Wikipediaartiklar som länkar till auktorsnamnet.